# Amnirana
Genre
Amnirana est un genre d'amphibiens de la famille des Ranidae.

## Répartition
Les douze espèces de ce genre se rencontrent en Afrique subsaharienne et en Asie du Sud-Est.

## Liste d'espèces
Selon Amphibian Species of the World (3 juillet 2015) :
- Amnirana albolabris (Hallowell, 1856)
- Amnirana amnicola (Perret, 1977)
- Amnirana asperrima (Perret, 1977)
- Amnirana darlingi (Boulenger, 1902)
- Amnirana fonensis Rödel & Bangoura, 2004
- Amnirana galamensis (Duméril & Bibron, 1841)
- Amnirana lemairei (De Witte, 1921)
- Amnirana lepus (Andersson, 1903)
- Amnirana longipes (Perret, 1960)
- Amnirana nicobariensis (Stoliczka, 1870)
- Amnirana occidentalis (Perret, 1960)
- Amnirana parkeriana (Mertens, 1938)

## Taxinomie
Ce genre a été relevé de sa synonymie avec Hylarana par Oliver, Prendini, Kraus et Raxworthy en 2015.

## Publication originale
- Dubois, 1992 : Notes sur la classification des Ranidae (Amphibiens anoures). Bulletin Mensuel de la Société Linnéenne de Lyon, vol. 61, p. 305-352.